# Широкосмуговий доступ до інтернету

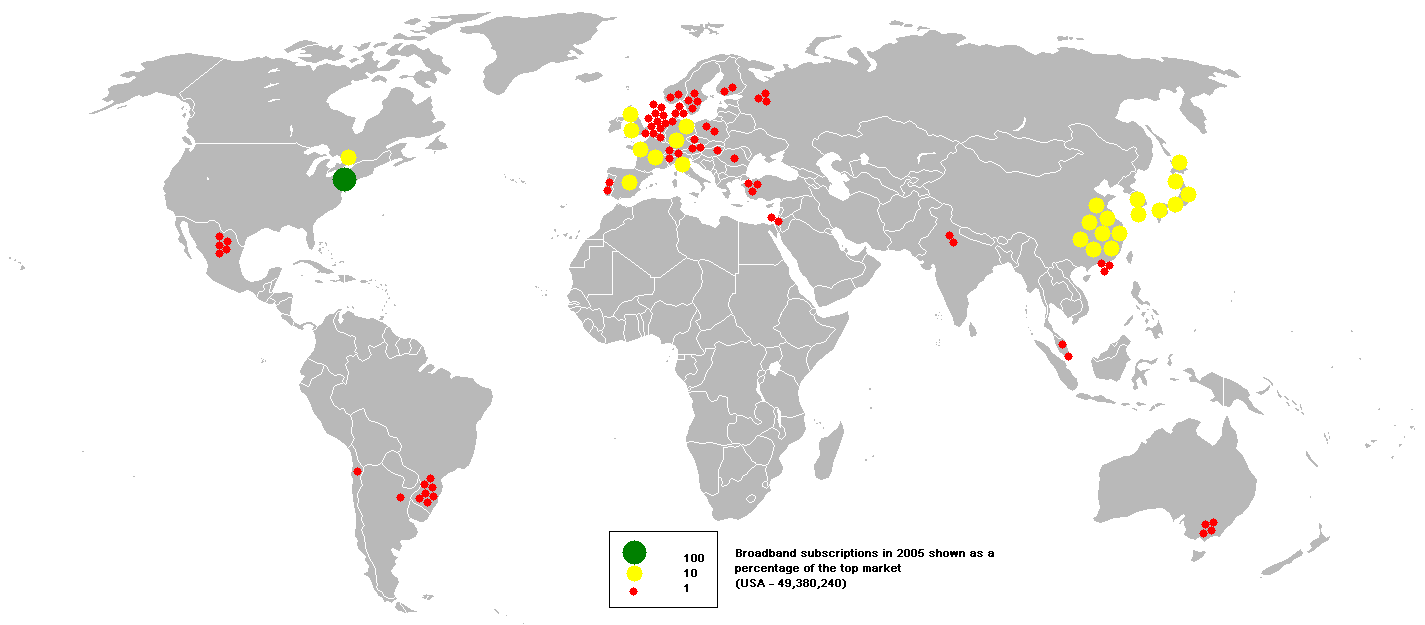
Кількість передплатників широкосмугового доступу у світі станом на 2005 рік

Широкосмугови́й до́ступ до інтерне́ту, або Broadband Internet Access — Broadband доступ до Інтернету, з високою швидкістю передачі даних за кількома каналами одночасно. Зазвичай широкосмуговий доступ протиставляється комутованому доступу з використанням модему і телефонної мережі загального користування.
Якщо комутований доступ має обмеження по бітрейт порядку 56 кбіт/c і повністю займає телефонну лінію, то широкосмугові технології забезпечують швидший обмін даними і не монополізують телефонну лінію. Окрім високої швидкості, широкосмуговий доступ забезпечує безперервне підключення до інтернету (без необхідності встановлення комутованого з'єднання) і так званий «двосторонній» зв'язок, тобто можливість як приймати («завантажувати»), так і передавати («вивантажувати») інформацію на високих швидкостях. Широкосмуговий доступ не лише забезпечує багатство інформаційного наповнення («контенту») і послуг, але і перетворить весь інтернет як в плані пропонованого мережею сервісу, так і в плані її використання.

## Широкосмуговий доступ в Україні
Станом на початок 2012 в Україні послуги ШСД надаються з використанням:
- волоконно-оптичних ліній зв'язку — FTTx;
- мідних ліній зв'язку — xDSL;
- коаксіального (телевізійного) кабелю — DOCSIS[1].

За оцінками «iKS-Consulting» в Україні на 31 грудня 2009 число абонентів широкосмугового доступу (приватних і корпоративних) становило 2,3 млн, з яких майже 2 млн. — домашні користувачі. Рівень проникнення ШСД в Україні досяг 11,2 % від загального числа домашніх господарств.
За оцінками «Expert &Consulting» (E&C) в Україні на кінець першого півріччя 2013 року кількість абонентів широкосмугового доступу становило 7,06 млн..